# Frontera entre Sud-àfrica i Lesotho
La frontera entre Sud-àfrica i Lesotho és la línia fronterera de 909 kilòmetres que separa Lesotho de Sud-àfrica a l'Àfrica Meridional. i forma un bucle complet, ja que Lesotho és un enclavament envoltat totalment per Sud-àfrica. La frontera segueix el riu Caledon, la divisòria d'aigües de les muntanyes Drakensberg, el riu Tele, el riu Orange, el riu Makhaleng, i una sèrie de turons que uneix el riu Makhaleng al Caledon.

## Història
Els basotho van formar una política diferent en la dècada de 1820 sota Moshoeshoe I, el primer Cap principal. En aquesta època, el territori dels basotho incloïa bona part de la província sud-africana de l'Estat Lliure d'Orange. Aquest territori es va perdre en els anys 1850 i 1860 en una sèrie de guerres entre els basotho i els bòers de l'Estat lliure d'Orange. En 1868 Basutolàndia (com es coneixia llavors) es va convertir en un protectorat britànic. A excepció d'un període d'annexió a la Colònia del Cap de 1871 a 1884, va romandre en aquest estat fins que va aconseguir la independència com a regne de Lesotho en 1966.

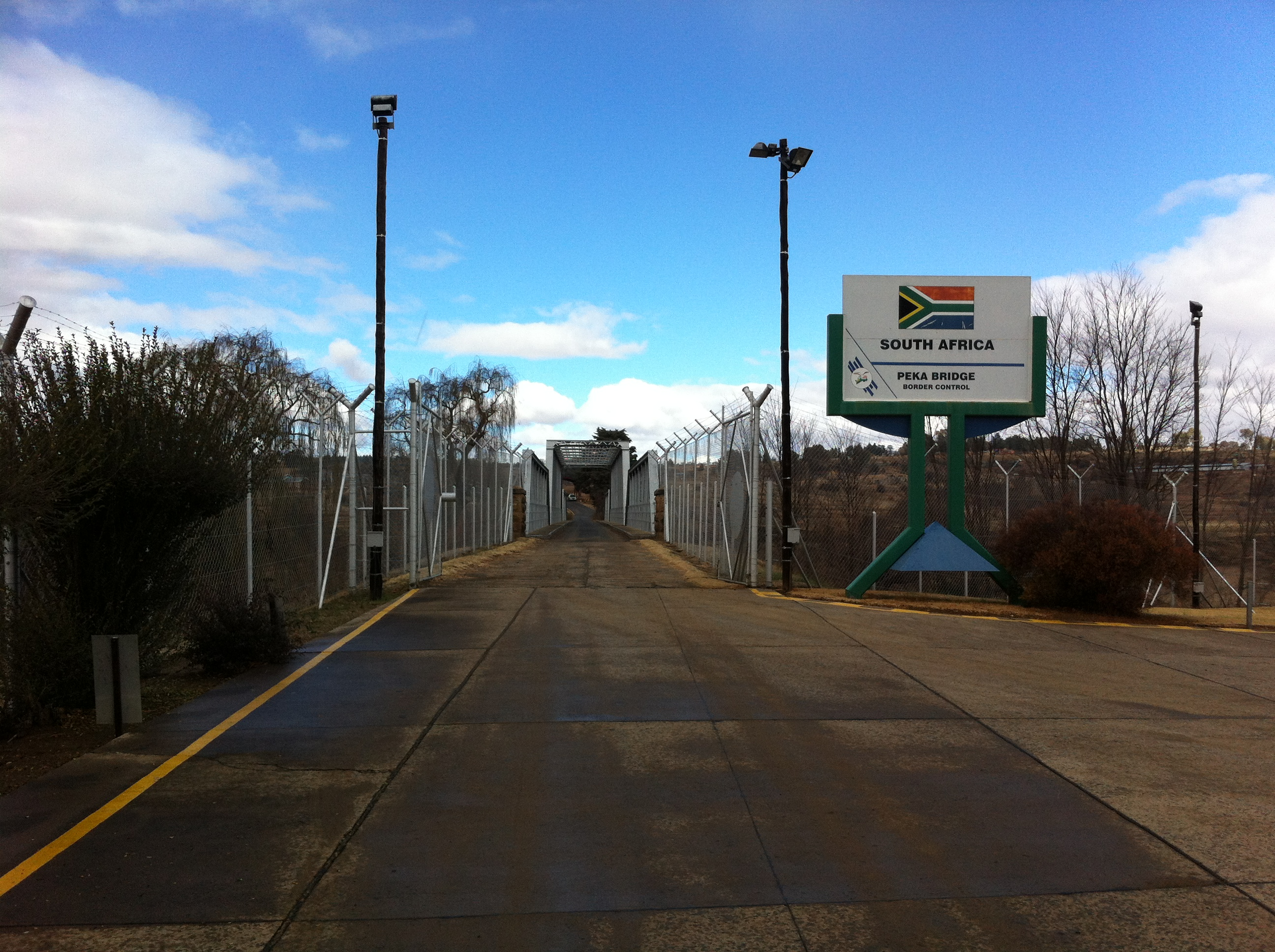
Entrada pel pont de Peka

La frontera entre Basutolàndia i l'Estat lliure d'Orange va ser definit a la Convenció de 1869 d'Aliwal North. Aquesta frontera es va confirmar, i la frontera amb la Colònia del Cap i la Colònia de Natal es van definir, per l'avís de l'Alt Comissionat per a l'Àfrica Meridional de 13 de maig de 1870, tal com va ser modificat per la Notificació Governamental núm. 74 del 6 de novembre de 1871. En aquest comunicat, els límits de Basutolàndia Britànica foren descrits com:
| « | Des de la unió del Cornetspruit amb el riu Orange, al llarg del centre de la primera fins al punt més proper a Olifantsbeen; des d'aquest punt, per Olifantsbeen, fins al punt meridional de Langeberg, al llarg de la part superior de Langeberg a la seva extremitat nord-occidental; des d'allí fins al punt oriental de Jammerberg; al llarg de la part superior de Jammerberg a la seva extremitat nord-occidental; des d'allí per una prolongació del mateix, fins al riu Caledon; al llarg del centre del riu Caledón als caps del riu Orange al Mont-Aux-Sources; des d'allí cap a l'oest al llarg del Drakensberg, entre la divisòria d'aigües del riu Orange i el riu St. John's a la font del Tees; al centre del riu fins a la seva cruïlla amb el riu Orange, i al centre del darrer riu fins a la cruïlla amb el Cornetspruit. | » |

Cornetspruit, el riu St. John's i el riu Tees River ara es coneixen com a rius Makhaleng, Umzimvubu i Tele respectivament. Olifantsbeen, Langeberg i Jammerberg són muntanyes a l'àrea entre el Makhaleng i el Caledon.

## Geografia

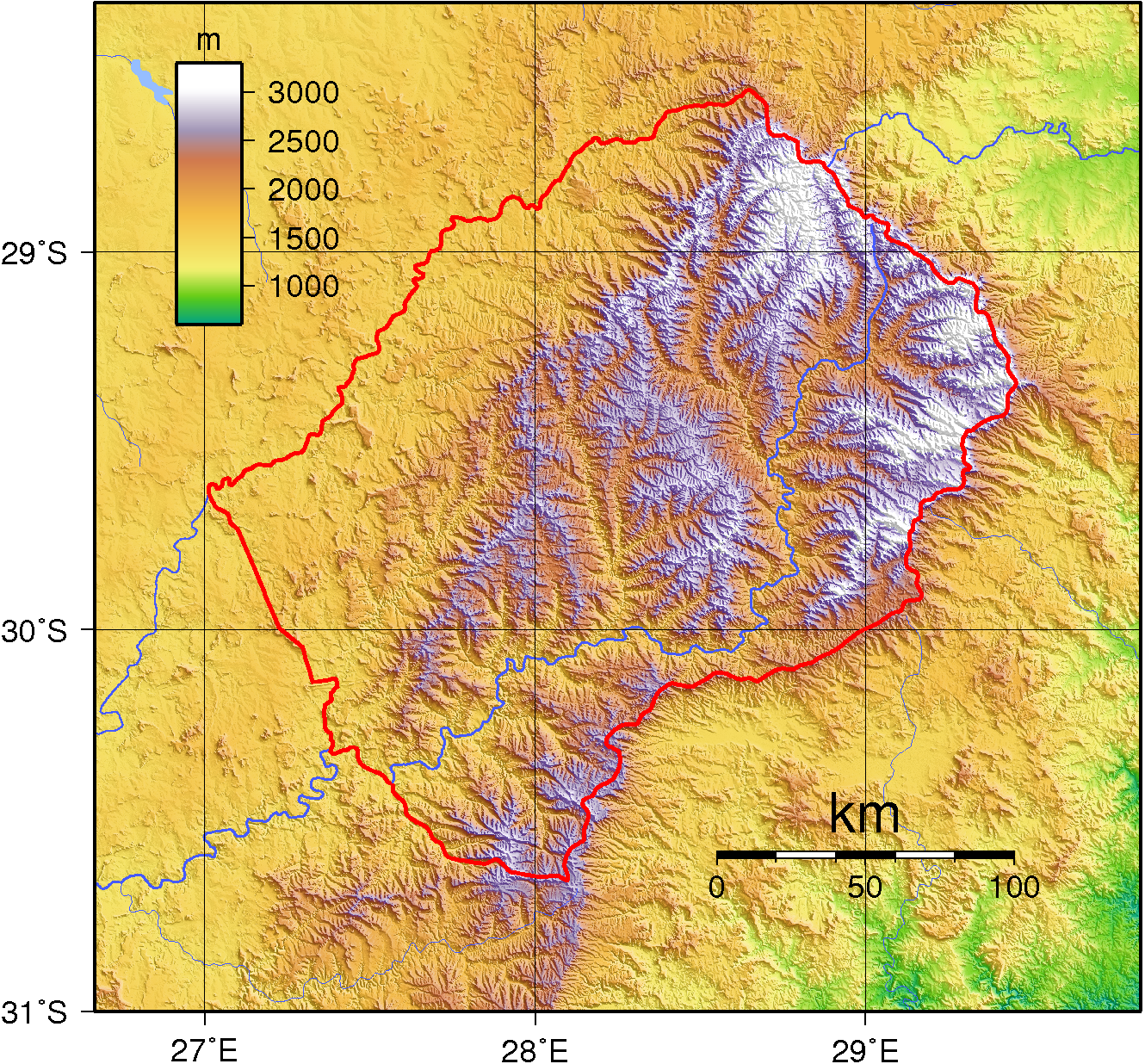
Topografia de Lesotho

A partir de Mont-aux-Sources, la frontera corre al llarg de la divisòria d'aigües entre la conca del riu Orange (que flueix cap a l'Oceà Atlàntic) i els diversos rius que surten del Drakensberg cap a l'Oceà Índic. Segueix aquesta conca cap a la font del riu Tele a prop de Ben MacDhui; des d'allí segueix el Tele fins a la seva confluència amb el Riu Orange, i l'Orange a la seva confluència amb el riu Makhaleng.
Des d'aquesta confluència, la frontera corre fins al riu Makhaleng fins a un punt a l'oest de Mohale's Hoek, i després al llarg d'una sèrie de turons i segments rectes per trobar-se amb el riu Caledon al nord de Wepener. La frontera segueix el riu Caledon, més enllà de Maseru, la capital de Lesoto de Maseru i de la ciutat sud-africana de Ficksburg, fins a la font del riu, marcada per un far de Quaneka Neck. A partir d'aquest far segueix la divisòria d'aigües entre el riu Orange i el riu Vaal, fins a Mont-aux-Sources.
Els deu districtes de Lesotho toquen la frontera, igual que tres províncies de Sud-àfrica: Estat Lliure, KwaZulu-Natal i Cap Oriental.

## Passos fronterers

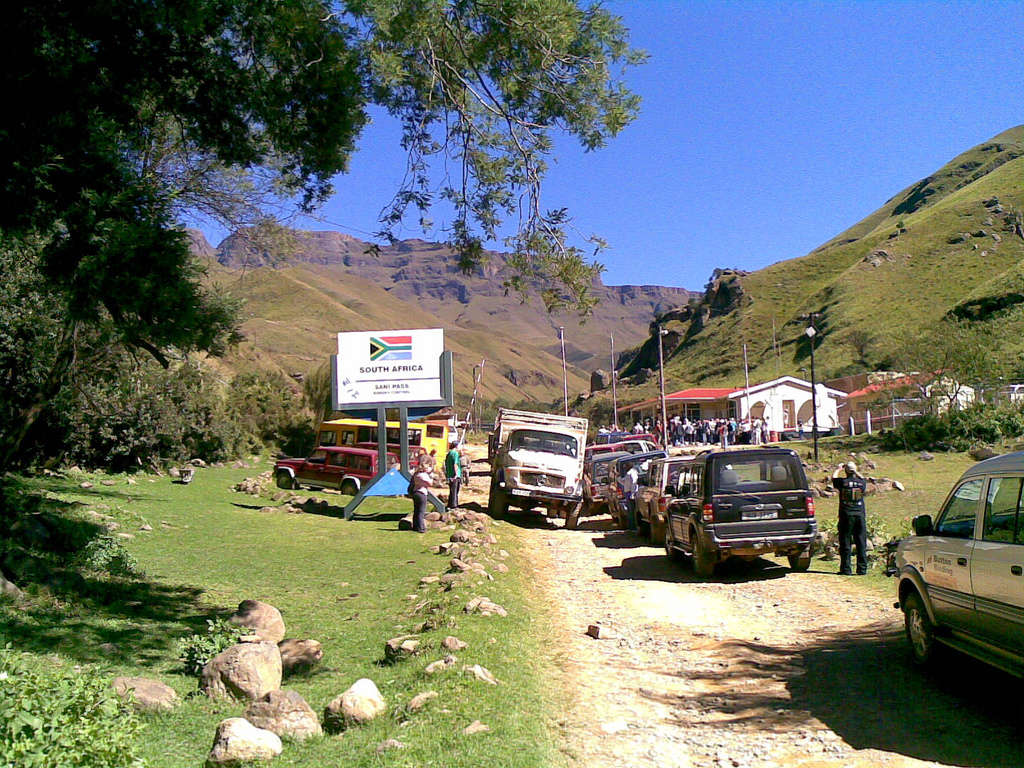
El pas fronterer sud-africà de Sani Pass

Els passos fronterers oficials són descrits en la següent taula, que estan ordenats per horari a partir del pont de Maseru.
| Lesotho   | Lesotho                 | Sud-àfrica | Sud-àfrica              | Horari d'apertura | Notes                                                      | Coordenades                                        |
| Carretera | Pas fronterer           | Carretera  | Pas fronterer           | Horari d'apertura | Notes                                                      | Coordenades                                        |
| --------- | ----------------------- | ---------- | ----------------------- | ----------------- | ---------------------------------------------------------- | -------------------------------------------------- |
| A2        | Pont de Maseru          | N8         | Pont de Maseru          | 24 hores          | El ferrocarril de la Línia ramal de Maseru també el creua. | 29° 17′ 53″ S, 27° 27′ 17″ E / 29.2980°S,27.4546°E |
|           | Pont del Peka           |            | Pont del Peka           | 08:00–16:00       |                                                            | 28° 56′ 42″ S, 27° 44′ 04″ E / 28.9450°S,27.7344°E |
|           | Maputsoe                |            | Pont de Ficksburg       | 24 hours          |                                                            | 28° 53′ 02″ S, 27° 53′ 25″ E / 28.8839°S,27.8903°E |
|           | Caledonspoort           |            | Caledonspoort           | 06:00–22:00       |                                                            | 28° 41′ 41″ S, 28° 14′ 02″ E / 28.6948°S,28.2339°E |
|           | Monantsa Pass           |            | Monantsa Pass           | 08:00–16:00       |                                                            | 28° 35′ 25″ S, 28° 40′ 57″ E / 28.5902°S,28.6826°E |
|           | Sani Pass               |            | Sani Pass               | 06:00–18:00       | Només vehicles amb tracció a les quatre rodes.             | 29° 35′ 05″ S, 29° 17′ 11″ E / 29.5847°S,29.2863°E |
|           | Ngoangoana              |            | Boesmansnek             | 08:00–16:00       | Tancat als vehicles.                                       | 29° 53′ 06″ S, 29° 09′ 12″ E / 29.8849°S,29.1532°E |
|           | Ramatseliso's Gate      |            | Ramatseliso's Gate      | 08:00–16:00       |                                                            | 30° 03′ 01″ S, 28° 56′ 02″ E / 30.0502°S,28.9339°E |
|           | Qacha's Nek             |            | Qacha's Nek             | 06:00–22:00       |                                                            | 30° 07′ 47″ S, 28° 41′ 08″ E / 30.1297°S,28.6856°E |
|           | Ongeluksnek             |            | Ongeluksnek             | 08:00–16:00       | Només vehicles amb tracció a les quatre rodes..            | 30° 20′ 18″ S, 28° 15′ 07″ E / 30.3383°S,28.2519°E |
| A24       | Tele Bridge             | R393       | Tele Bridge             | 06:00–22:00       |                                                            | 30° 25′ 55″ S, 27° 34′ 02″ E / 30.4319°S,27.5673°E |
|           | Pont sobre el Makhaleng |            | Pont sobre el Makhaleng | 08:00–16:00       |                                                            | 30° 09′ 51″ S, 27° 23′ 59″ E / 30.1641°S,27.3996°E |
|           | Sepapu's Gate           |            | Sepapu's Gate           | 08:00–16:00       |                                                            | 29° 56′ 51″ S, 27° 11′ 57″ E / 29.9476°S,27.1993°E |
|           | Van Rooyen's Gate       |            | Van Rooyen's Gate       | 06:00–22:00       |                                                            | 29° 45′ 22″ S, 27° 06′ 33″ E / 29.7560°S,27.1091°E |